# Тагіров Індус Різакович
Індус Різакович Тагіров (тат. Индус Ризак улы Таhиров; (24 травня 1936 , Леніногорський район, Татарська АРСР )) — радянський і російський історик і громадський діяч, академік Академії наук Республіки Татарстан (з 1995 року). Депутат Державної ради РТ в 1995-2009 роках. Один з організаторів і перший голова виконкому Всесвітнього конгресу татар (у 1992-2002 роках). Брат історика Е. Тагірова.

## Біографія
Працював у Казанському університеті після його закінчення в 1963 році. З 1966 року — асистент кафедри вітчизняної історії, у 1967 році захистив кандидатську дисертацію «Встановлення Радянської влади в Казані (про своєрідність боротьби за перемогу пролетарської революції на місцях)». З 1975 року — доцент. В 1979 році захистив докторську дисертацію «Революційна боротьба і національно-визвольні рухи в Поволжі і на Уралі (березень 1917 — березень 1918 рр.)». З 1980 року — професор, у 1980-1995 рр. декан історичного факультету КДУ (нині Інститут історії КФУ). З 1983 — завідувач кафедри історії СРСР (з 1992 року перейменована в кафедру сучасної вітчизняної історії), в 2009-2012 роках — завідувач кафедри вітчизняної історії. З 1994 року — голова спеціалізованої ради при Казанському університеті з захисту кандидатських і докторських дисертацій. Підготував 3 докторів і 30 кандидатів наук.
Основні наукові дослідження стосуються історії революційних і національних рухів у Росії, національно-державного будівництва в Татарстані.

## Основні праці
- Ионенко И., Тагиров И. Казанда октябрь. — Казан: Татар китап нэшрияты, 1970. — 278 с.
- Тагиров И. Р. Революционная борьба и национально-освободительное движение в Поволжье и на Урале: Февраль — июль 1917 г. — Казань: Издательство Казанского университета, 1977. — 216 с.
- Тагиров И. Р. В борьбе за власть Советов: (Октябрь и национально-освободительное движение в Поволжье и на Урале, июль 1917 — март 1918 гг.). — Казань: Таткнигоиздат, 1977. — 184 с.
- Тагиров И. Р. К вопросу многовариантности исторического процесса: Диалектика соотношения характера власти и способов решения национального вопроса в России в 1917 г.: [Доклад, 23-24 янв. 1989 г.] — Казань: Издательство Казанского университета, 1990. — 15 с.
- Тагиров И. Р. Очерки истории Татарстана и татарского народа (20 век). — Казань: Татарское книжное издательство, 1999. — 468 с.
- Тагиров И. Р. На изломе истории. — Казань: Татарское книжное издательство, 2004. — 423 с.
- Тагиров И. История национальной государственности татарского народа и Татарстана. — Казань: Татарское книжное издательство, 2008. — 455 с.
- Тагиров И. Р. На стремнине времени: статьи и выступления. — Казань: Главное архивное управление при Кабинете Министров Республики Татарстан, 2011. — 467 с.